# روبرت ويلسون (مجدف أمريكي)
روبرت ويلسون (بالإنجليزية: Robert Wilson)‏ هو مجدف أمريكي، ولد في 9 أكتوبر 1939 في ريدلي بارك في الولايات المتحدة.

## وصلات خارجية
- روبرت ويلسون على موقع الاتحاد الدولي للتجديف (الإنجليزية)
- روبرت ويلسون على موقع أوليمبيديا (الإنجليزية)